# 安東尼奧·羅馬諾
安東尼奧·羅馬諾（義大利語：Antonio Romano；1995年1月21日—）是一位意大利足球運動員。在場上的位置是前鋒。他現在效力於意大利足球乙級聯賽球隊切塞納足球俱樂部。